# Zakšín
Zakšín (německy Sakschen) je vesnice a část města Dubá v okrese Česká Lípa. Leží v chráněné krajinné oblasti Kokořínsko – Máchův kraj, asi šestnáct kilometrů jižně od České Lípy v údolí směrem k Pavličkám, při soutoku Zakšínského potoka s Liběchovkou.
Pod katastrální území Zakšín spadá také osada Bukovec. K Zakšínu dříve patřila samota Häuselkamm a část obce zvaná Sandweg. Dle vsi Zakšín je na Praze 9 ve čtvrti Střížkov pojmenována ulice Zakšínská.[zdroj⁠?!]

## Historie
Ves Zakšín byla poprvé zmíněna v písemných pramenech k roku 1402. Tehdy patřila k panství u již zaniklého hradu Čap a byla součástí dědického podílu Václava Berky z Dubé. Už dva roky poté se psal ze Zakšína, a Zakšín se tedy stal místo Čapu centrem Václavova panství. Po jeho smrti kolem roku 1430 panství vlastnil jeho syn Aleš, sídlící v Kuřívodech. Později byl Zakšín připojen k panství Berštejn a od roku 1460 je uváděn jen jako ves.

## Obyvatelstvo
Při sčítání lidu v roce 1921 ve vsi žilo 293 obyvatel (z toho 145 mužů), z nichž bylo 21 Čechoslováků a 272 Němců. Kromě jednoho člověka bez vyznání byli římskými katolíky. Podle sčítání lidu z roku 1930 měl Zakšín 275 obyvatel: devatenáct Čechoslováků, 255 Němců a jednoho cizince. S výjimkou jednoho evangelíka a jednoho člena nezjišťovaných církví se ostatní hlásili k římskokatolické církvi.

## Doprava
Obcí prochází frekventovaná silnice I/9, která vede z Prahy přes Mělník a Českou Lípu až na česko-německý hraniční přechod Rumburk/Neugersdorf. V Zakšíně z ní odbočuje silnice do Tuhaně.

## Pamětihodnosti

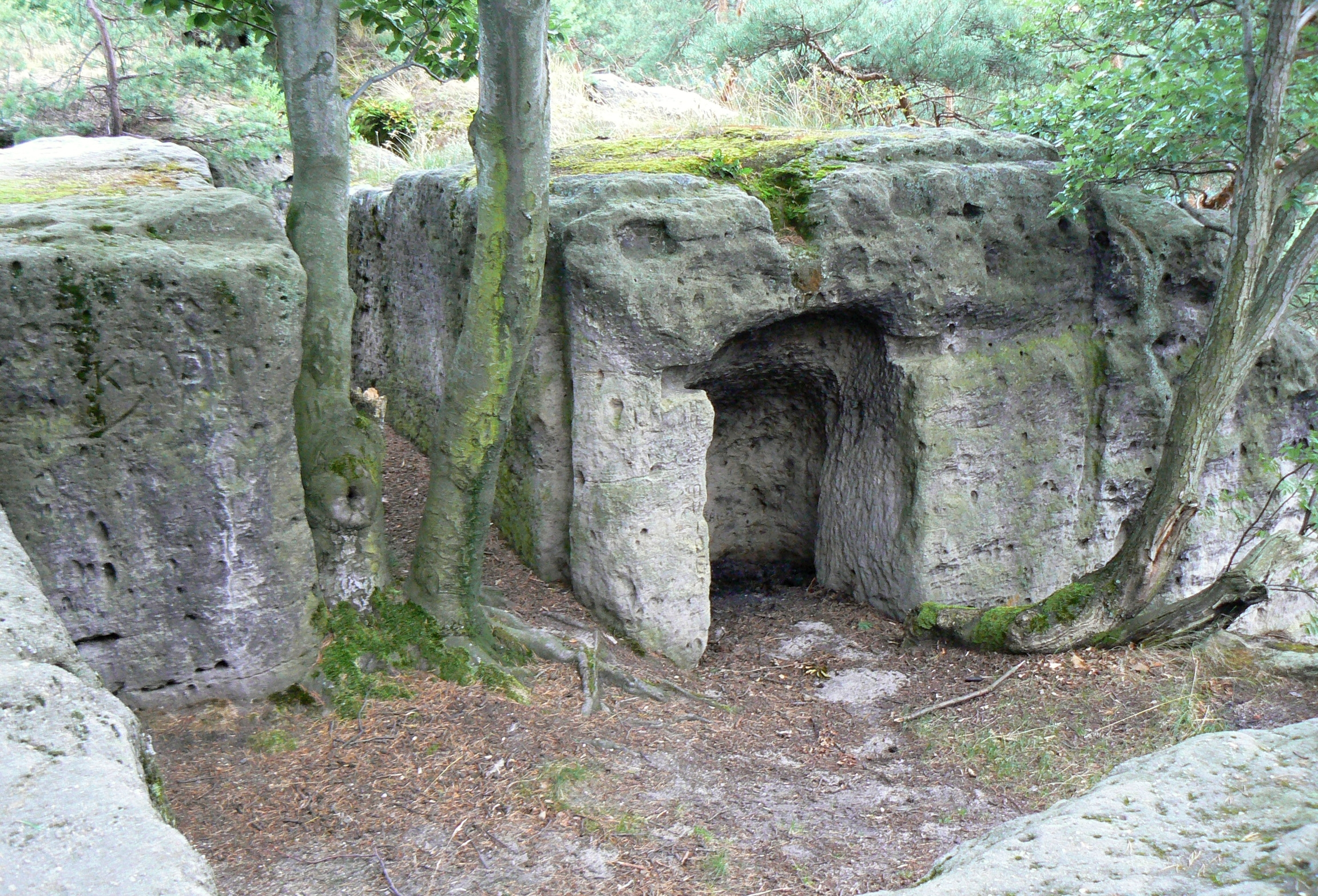
Pozůstatky skalního hradu Pustý zámek

V Zakšíně vznikly postupně tři mlýny, nejstarší byl Bauernmühle čp. 11 na Zakšínském potoce, ve 20. století se mu podle majitelů manželů Königových  říkalo také Königsmühle. Na jeho místě se pravděpodobně původně nacházel mlýn Voldanov, který je zmiňovaný již roku 1402. Na přelomu 17. a 18. století byl postaven Nový mlýn (Neumühle) čp. 8, který se nacházel nejblíž k Deštné. Mlýn poháněl ve dne pilu a v noci pouliční osvětlení. Třetí mlýn čp. 1 pochází ze druhé poloviny 18. století, nachází se na Liběchovce směrem k Bukovci a podle jeho polohy se mu říká Bukovecký mlýn.
Ve vsi se nacházejí hodnotné stavby německé lidové architektury, domy čp. 29 a 42 jsou památkově chráněné. V jižní části se vyskytují zděné klasicistní usedlosti, severní konec Zakšína tvoří soubor převážně roubených domů. Za zmínku stojí tak zvaná vila Kukačka (Villa Kukuk či také Kukuck), kterou si ve druhé polovině 19. století nechal postavit velkoobchodník Kukuk. Na křižovatce se nachází velká zájezdní hospoda.
V blízkosti Zakšína, avšak již na katastrálním území Deštné, jsou pozůstatky skalního hrádku Pustý zámek, které jsou chráněny jako nemovitá kulturní památka. Název Pustý zámek je odvozen z pojmenování lokality ve starých německých mapách (Wüstes Schloss). Jedná se o zbytky skalního hrádku ze 14. století, postaveného Berky z Dubé na strategicky výhodném místě nad údolím potoka Liběchovky. Předpokládá se, že toto skalní sídlo je hrad Zakšina, či Zakšín zmiňovaný v historických pramenech, ale tuto skutečnost nelze v současné době potvrdit. Hrad byl osídlen pouze krátce a do dnešní doby se zachovaly pouze ve skále vytesané místnosti a zbytky skalního mostu. Nad hradem navazuje zalesněný skalní hřeben Rač s nádhernými výhledy do okolí.

## Osobnosti
- Josef Tepper (1865–1926), obecní starosta, okresní starosta v Dubé a poslanec zemského sněmu